# Puntföld
Puntföld Szomália északi régiója, központja Garoowe. Puntföld földrajzilag Szomália északkeleti részén helyezkedik el. Nyugaton Szomáliföld, északon az Ádeni-öböl, délkeleten az Indiai-óceán, délnyugaton pedig Etiópia határolja. Puntföld teljes területe 212 510 km2 vagyis Szomália földrajzi területének nagyjából egyharmada.
A régió neve ősi egyiptomi forrásokból ered, amelyek a térséget Punt földjeként emlegetik, bár az óegyiptomi Punt pontos elhelyezkedése még vitatott kérdése az egyiptológia tudományának.

## Történelem
Puntföld saját magát önálló államként definiálja Szomálián belül. 1969-ben, egy coup d'état (katonai puccs) során a szomáliai vezetés elbukott, amit anarchia és káosz követett. Egy sikertelen etiópiai invázió arra sarkallta a Szovjetuniót, hogy a támogatásokat Etiópiának adják, azért, hogy szovjetbarát vezetés jusson hatalomra. A szovjet támogatások elvesztése után Szomália az USA-hoz fordult, ami biztosította Sziad Barrénak, hogy hatalmon maradjon a hidegháború végéig, 1991-ig. Viszont amikor a Szovjetunió összeomlott, az amerikaiak megvonták a támogatásokat.
Majd Barré elvesztette a hatalmát.
Ezen eseményeket követően a szomáliaiak erős közigazgatás nélkül maradtak, ami folyamatos háborúkat eredményezett, romba döntve ezzel az ország déli részét. Ezek az események vezettek Szomáliföld 1991-es elszakadásához, ami már 1960-ban pár napig élvezhette a szabadságot. Az erőszak folytatódott az egész ország területén, ami arra sarkallta az ENSZ-t, hogy békefenntartókat küldjön a térségbe. A béketeremtési kísérlet 1994. március 3-án ért véget Mogadishu csatájával, ahol egy amerikai helikoptert lelőttek és 18 katonát megöltek.
Szomália így ingatag maradt, és 1998-ban Puntföld kinyilvánította autonómiáját. Bár ez egy törzsi alapon szeparált ország lett Abdullahi Yusef irányítása alatt, mégis ez egy nemzet, hatalmas törzsszövetségekkel. 1998 óta Puntföld területi vitákat folytat Szomálifölddel Sool és Sanaag régiójáról. Yusef hadúr vezette az első ellenálló csapatokat a Majeerteen törzsből, akiknek végső céljuk Szomália megtisztítása volt a diktatúrától.
Puntföld sosem próbálta elismertetni magát az ENSZ-ben, mint független nemzet és kizárólag arra törekszik, hogy megosztást kapjon egy szövetségi Szomálián belül. Szomália fővárosa, Mogadishu és egyéb déli városok kevésbé fejlődnek olyan ütemben, mint Puntföld, vagy Szomáliföld városai (pl.: Boosaaso, Hargeysa, Laascaanood, Garoowe stb.). Ez a két "föld" politikai és anyagi támogatását Etiópiától, Szomália történelmi ellenfelétől kapja.
Puntföld 2001-ben újabb politikai bizonytalanságba esett, amikor Ahmed elnök meg akarta hosszabbítani hivatali idejét. Ahmed és Jama Ali Jama harcolt az ország irányításáért, viszont a választásokat 2002-ben Ahmed nyerte, aki 2004 októberéig maradt hivatalban, ugyanis ekkor Szomália elnökévé választották. Az ő örököse Muhammad Abdi Hashi volt, aki 2005 januárjáig maradt hatalmon, ekkor viszont nem választotta meg újra a Parlament, helyette Mohamud Muse Hershi foglalta el az elnöki széket.
Puntföld is nagy károkat szenvedett a 2004-es indiai-óceáni cunami miatt.

## Földrajz
Puntföld földrajzilag Szomália északkeleti részén helyezkedik el. Nyugaton Szomáliföld, északon az Ádeni-öböl, délkeleten az Indiai-óceán, délnyugaton pedig Etiópia határolja. Puntföld teljes területe 212 510 km2 vagyis Szomália földrajzi területének nagyjából egyharmada. A hegységek közé tartozik a Golis-hegység, Galgala és Cal Madow.

### Klíma
A régió félsivatagi éghajlatú, meleg, a napi átlaghőmérséklet 27 °C és 37 °C között változik. Ezek az éghajlati viszonyok kedveznek a pásztorkodásnak, mint a leghatékonyabb földhasználatnak a régió legtöbb részén. A legelőterületek közé tartozik a Haud régió a Mudug és Sool régiótól nyugatra fekvő magas fennsíkon, a Sanaag buja zöld földjein át Etiópiáig és az alacsony Nugaal völgyéig. Enyhe hőmérséklet ezzel szemben csak a Bari magas hegyvonulatai mentén tapasztalható.
A csapadék ritka és változó, egyetlen terület sem kap évente több mint 400 mm csapadékot. A nomádok elsősorban a kutakra támaszkodnak vízforrásként, nem pedig a felszíni vízre.
Négy fő évszak van, amelyek körül a pásztorok és a mezőgazdaság élete forog, és ezeket a széljárás változása határozza meg. Puntföld évszakai a következők:
- Jilal - januártól márciusig; az év legkeményebb száraz évszaka.
- Gu - áprilistól júniusig; a fő esős évszak.
- Xagaa - júliustól szeptemberig; a második száraz évszak.
- Deyr - októbertől decemberig; a rövidebb és kevésbé megbízható esős évszak

## Közigazgatás
Puntföldön a következő szomáliai régiók vannak:
- Nugaal
  - Garoowe (Főváros)
  - Eyl
  - Burtinle
  - Dangoroyo
- Sool
  - Laascaanood (Regionális központ)
  - Taleex
  - Xudun
  - Caynabo
  - Boocame
- Bari
  - Boosaaso (Regionális/Pénzügyi központ/ a legnagyobb város)
  - Caluula
  - Qandala
  - Carmo
- Sanaag
  - Badhan (Regionális központ)
  - Hadaaftimo
  - Laasqoray
- Karkar
  - Qardho (Regionális központ)
  - Iskushuban
  - Bandarbeyla
- Cayn
  - Buuhoodle (Regionális központ)
  - Widhwidh
  - Horufadhi
- Heylaan
  - Dhahar (Regionális központ)
  - Buraan
  - Xingalool
- Mudug
  - Galkaacyo (Regionális központ)
  - Jariiban
  - Galdogob

## Demográfia és vallás
2005-ben Puntföld lakosságát 2 millióra becsülték, amelynek 65%-a nomád életmódot folytat. A régiót elsősorban a szomáli etnikai csoporthoz tartozó emberek lakják, különösen a darod népcsoport képviselteti magát. Számos mehri is él itt.
Jelenleg a régió lakóinak 30%-a a gyorsan növekvő Boosaaso, Qardho, Galdogob, Garoowe és Galkaacyo városokban él. A lakosság mintegy 70%-a 30 év alatti.
Szomáliához hasonlóan Puntföld régió fő vallása az iszlám, a lakosok mindegyike muszlim.

## Közlekedés

### Közút
Önkormányzati buszjáratok működnek Boosaaso, Garoowe, Laascaanood, Galkaacyo és Qardho településeken. A régió nagyobb városai és a szomszédos falvak között különböző típusú járművekkel, például összkerékhajtású és könnyű tehergépjárművekkel (LGV) is közlekednek ingajáratok. 2015 májusában több mint 70.000 járművet regisztráltak a puntföldi Munkaügyi és Közlekedési Minisztériumban.

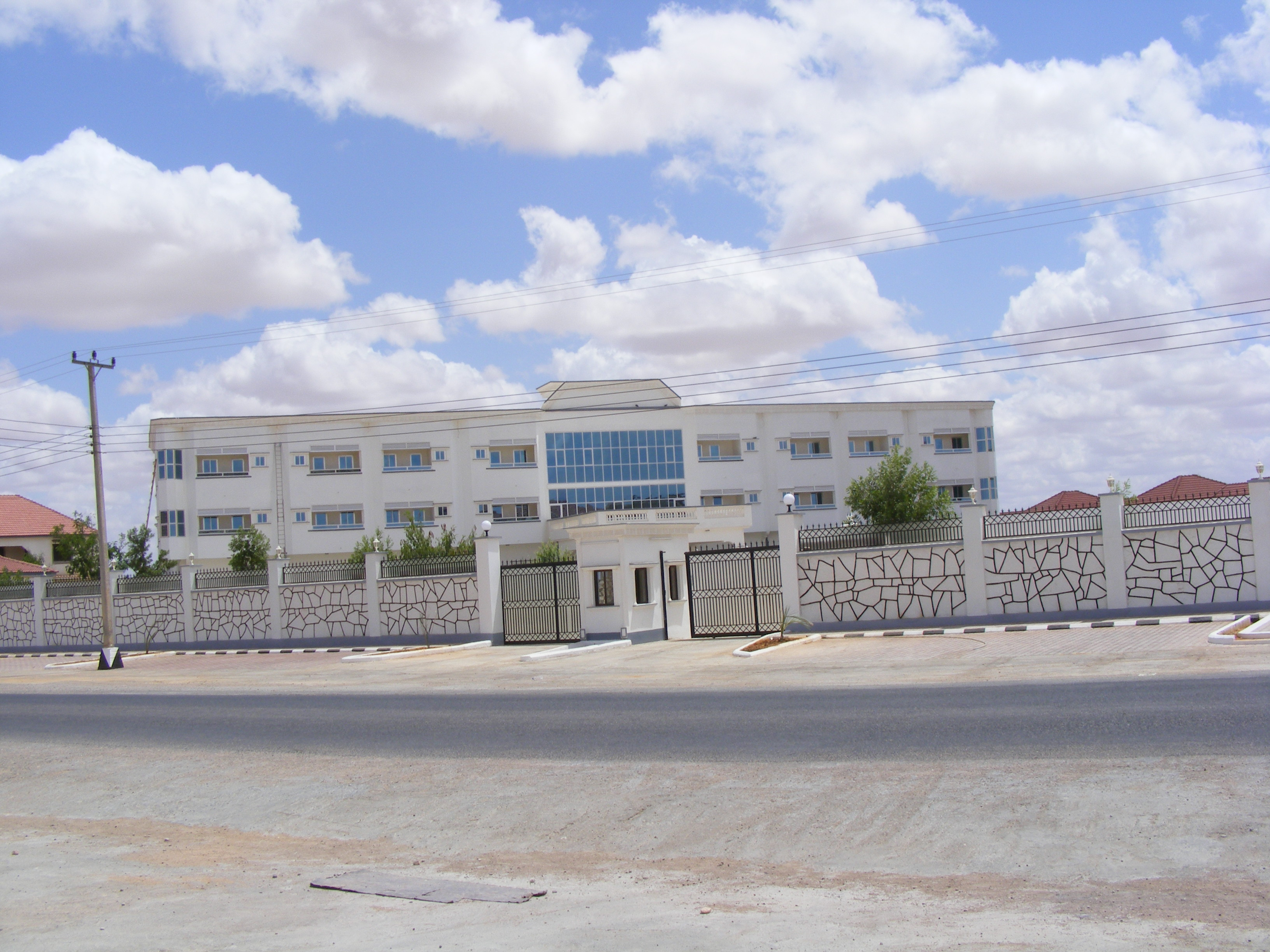
Garoowe egyik városrészének út menti látképe

Puntföldet egy 750 km hosszúságú, észak-déli irányú autópálya szeli át. Ez köti össze a Szomália északi részén fekvő nagyobb városokat, például Garoowét, Boosaasót és Galkaacyót a déli városokkal. 2012-ben a Puntföldi Autópálya-hatóság befejezte a Garoowét Galkaacyóval összekötő központi főútvonal helyreállítási munkálatait. A közlekedési hivatal 2012 júniusában elindította a regionális főváros és Boosaaso közötti nagy átmenő út korszerűsítési és javítási projektjét is. Emellett 2012 októberében megkezdődött a Boosaasót Qardhóval összekötő autópálya felújítása. A tervek között szerepel a régió part menti városait a fő autópályával összekötő új utak építése is.

### Vízi út
Boosaaso jelentős tengeri kikötővel rendelkezik, amelyet az 1980-as évek közepén építettek a Közel-Keletre irányuló állatszállítmányok számára. 2012 januárjában felújítási projekt indult, a KMC szerződött a kikötő korszerűsítésére. A kezdeményezés első fázisában a kikötő nemkívánatos anyagainak eltakarítását végezték el a kikötőből, és még abban a hónapban be is fejezték. A második fázis a kikötő szomszédos tengerfenekének átépítését foglalja magában, azzal a céllal, hogy nagyobb hajók befogadására alkalmas legyen. 2012-ben a puntföldi hatóságok egy mérnökcsoportot felkértek, hogy értékelje a Laasqoray kikötőben folyó felújításokat. A kikötőügyi miniszter, Said Mohamed Rage szerint a puntföldi kormány több ilyen fejlesztési projektet kíván indítani Laasqorayban.

### Légi út
A helyi légitársaságok különböző belföldi és nemzetközi helyszínekre kínálnak járatokat, például Dzsibuti, Addisz-Abeba, Dubaj és Dzsidda; járatokat biztosítanak a Hadzs és Umrah zarándoklatokra is. Puntföld legjelentősebb légitársaságai a Jubba Airways, az Osob Air és a Daallo Airlines, amelyek a boosaasói Bender Qassim nemzetközi repülőtérről és az Abdullahi Yusef nemzetközi repülőtérről működnek (korábban Galkaacyo repülőtér), többek között Galkaacyo városában. 2013 szeptember végén a boosaasói repülőtér felújítására kiírt pályázat ünnepélyes megnyitóját tartották a létesítményben. A felújítások keretében a repülőtér kavicsos kifutópályáját 1800 m-ről 2650 m-re hosszabbítják meg. A kifutópálya szélességét 30 m-ről 45 m-re szélesítik, és mindkét oldalán 7,5 m-es kavicsos sávokkal látják el. Abdiqani Gelle, a puntföldi polgári repülésért felelős miniszterhelyettes szerint a puntföldi kormány hasonló fejlesztéseket tervez a garoowei Garoowe nemzetközi repülőtéren, a galkaacyói Abdullahi Yusef nemzetközi repülőtéren és a qardhói Qardho repülőtéren.

## Gazdaság
Puntföld 1600 km tengerparttal rendelkezik, amely bővelkedik halakban és más természetes tengeri erőforrásokban. A régió további gazdasági termékei és tevékenységei közé tartozik az állattenyésztés, tömjén, szomáliai balzsamfa, gumiarábikum és általában a mezőgazdaság. Az államban található ültetvényeken olyan mezőgazdasági termékeket termesztenek, mint a mangó, banán, guava, citrom, cukornád és földimogyoró.
A Berberán, Szomáliföldön keresztül importált élelmiszerek és fogyasztási cikkek olcsóbban fogynak, mint a Boosaasón keresztül importáltak. Ezért cserébe a Puntföldről származó élő állatokat Berberán keresztül exportálják. Puntföld legfontosabb kereskedelmi központjai Boosaaso és Galkayo. Más városok, mint például Qardho és Garoowe másodrangú piacterekként működnek.
Puntföldön a legalacsonyabb a szegénység aránya Szomáliában, 27%, míg Szomáliföldön 50%, Mogadishuban pedig 57%. Szakértők szerint ez a magasabb fogyasztásnak és a magasabb munkaerő-piaci részvételnek köszönhető. A puntföldi háztartások egy főre jutóan nagyobb mennyiséget fogyasztanak, és háztartásonként több terméket. Úgy tűnik, hogy a szegénység alacsonyabb arányát nem a háztartások mérete határozza meg, mivel Puntföldön az átlag 5,2, míg Szomáliföldön 5,7, Mogadishuban pedig 4,5. A szegénység alacsonyabb aránya nem a háztartások méretéből adódik. Puntföld a jólét különböző fontos mutatói tekintetében jobban teljesít. Például az írni-olvasni tudók aránya Puntföldön 64%, szemben az 55%-os országos átlaggal. Emellett a háztartások más oktatási eredmények, például a beiskolázottság és az iskolai végzettség tekintetében is az átlagot meghaladóan teljesítenek. A háztartások 70%-a rendelkezik jobb vízforrásokhoz való hozzáféréssel, szemben az 58%-os országos átlaggal. Ezért Puntföld magasabb teljesítménye a jólét nem monetáris mutatóiban összhangban van a szegénység alacsonyabb arányával.